# Aero A.12
L'Aero A.12 est un biplan biplace de reconnaissance et de bombardement léger tchèque qui effectua son premier vol en 1923. Cet appareil, qui s’inspirait des avions Hansa-Brandenburg de la Première Guerre mondiale, fut construit à 93 exemplaires. Il resta en première ligne jusqu’en 1930. C’est surtout le prédécesseur du A.11.
Un Aero A.12 est conservé aujourd’hui au musée de l'aviation de Prague-Kbely.